# Plymouth Rock (állat)

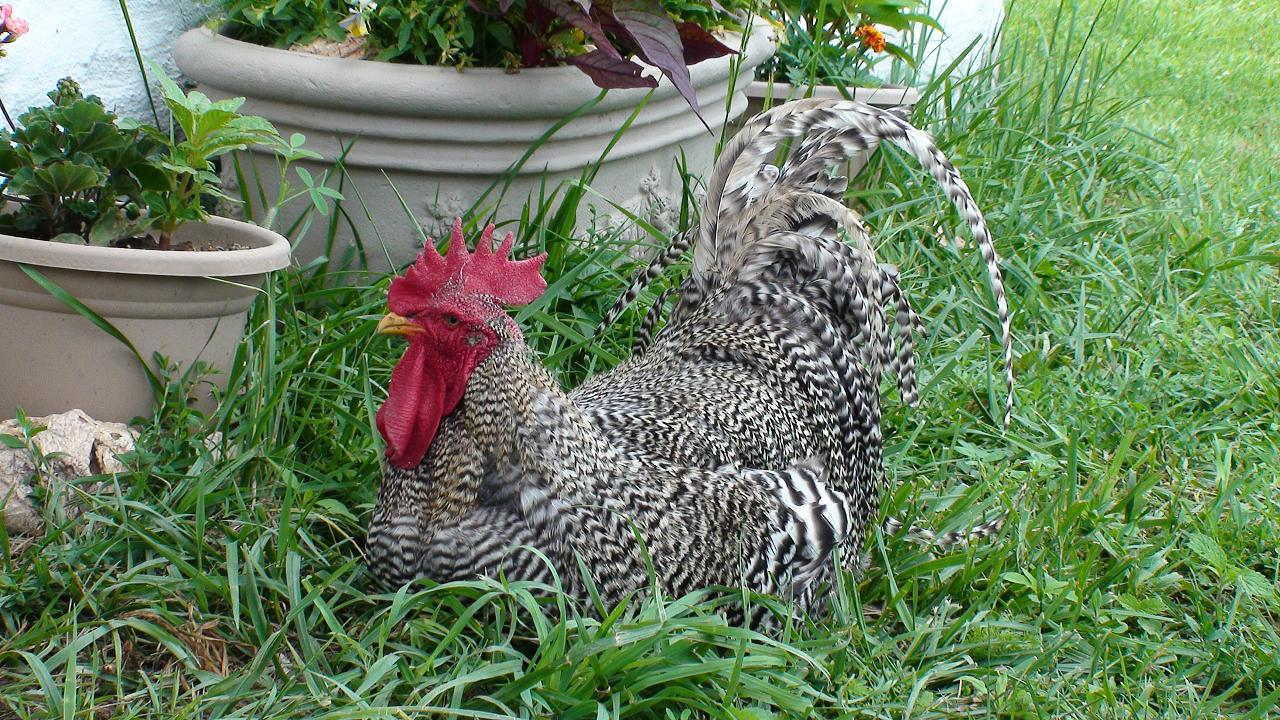
Plymouth Rock kakas (1.0)

A Plymouth Rock egy amerikai házi tyúk fajta, amelyet az 1860-as években tenyésztettek ki.

## Fajtatörténet
1880-ban már több európai országba eljutott. A kendermagos kiinduló állományokból hamarosan kitenyésztették a fehér, fekete, sárga színűeket. Kitenyésztésének célja egy sokoldalúan hasznosítható, korán ivarérő fajta volt. A Plymouth Rock nálunk Magyarországon is igen kedvelt fajta, úgyhogy polgárjogot is nyert, és általában fonetikusan csak plimutnak írják és mondják. Az egyetemes tyúkfajták közé számítják, mert minden téren elsőrendű teljesítményeket tud felmutatni. A kitenyésztésében több fajta vett részt, úgymint: fehér cochin, fehér brahma, sötét színű brahma, fekete jáva, dominikai, croad langshan, dorking, fekete minorka, fekete spanyol tyúk. A legjelentősebb fajták közt tartható számon, mivel azonkívül hogy számos fajta kitenyésztésénél szerepet játszott, fehér színváltozata mind az ipari tojóhibridek, mind pedig az ipari brojlerek előállításában szerepel kiinduló anyai vonalként. 

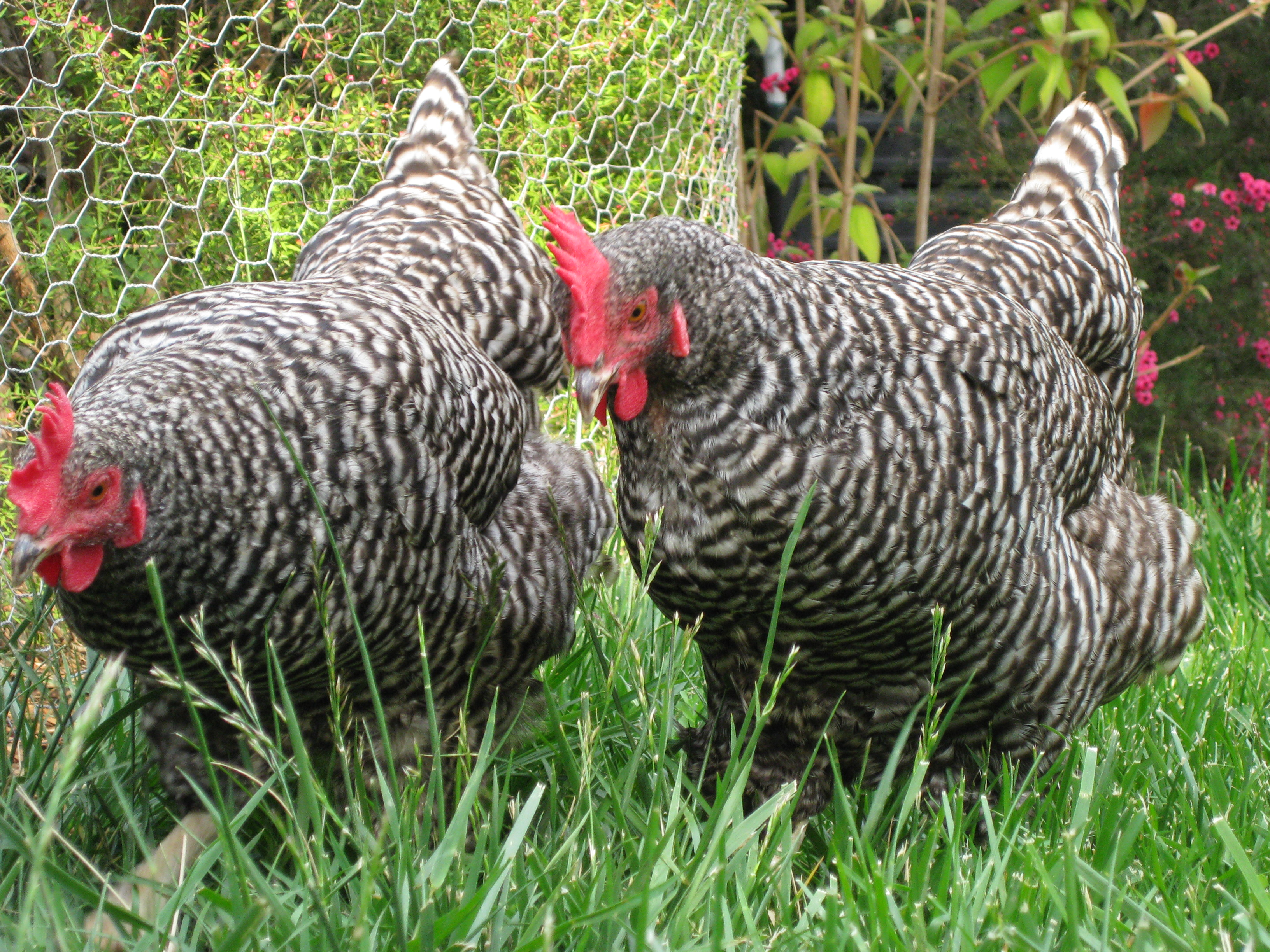
Két Plymouth Rock hölgy sétál (0.1).

## Fajtabélyegek, színváltozatok
Nagy testű, erős megjelenésű, kissé nyújtott testállású. Széles terpeszben áll, büszke tartással. A hát széles és kerekded, középhosszú. A farktollak rövidek, teltek, kerekdedek. A melltájék lekerekített, széles. A fej meglehetősen kicsi, a szemek nagyok, sárga-vörös színűek. Rövid, erős és sárga a csőr. A taraj egyszerű, kicsi, nem túlzottam bevágott fogazattal. Füllebenye piros. Nyaka középhosszú, erőteljes, fenntartott, gazdag szőrözöttséggel. A csüd hosszú, erős, de nem goromba csontozatú, sárga színű. 
Színváltozatok: sávozott, fekete, fehér, sárga, sárga kolumbián, fehér kolumbián, aranyfogoly, ezüstfogoly, kék, kékpikkelyes, ezüstpikkelyes.

## Tulajdonságok
| Általános tulajdonságok: | Általános tulajdonságok:                        |
| ------------------------ | ----------------------------------------------- |
| Súlya                    | kakas 3–3,5 kg, tojó 2,5–3 kg                   |
| Gyűrűmérete              | kakas 22, tojó 20                               |
| Tenyésztojás tömege      | 55 g                                            |
| Tojáshéj színe           | sötétsárgás                                     |
| Éves tojáshozama         | 160 db. Fehér színváltozatnál kb. 20%-kal több. |